# Torre del castillo de Torrente

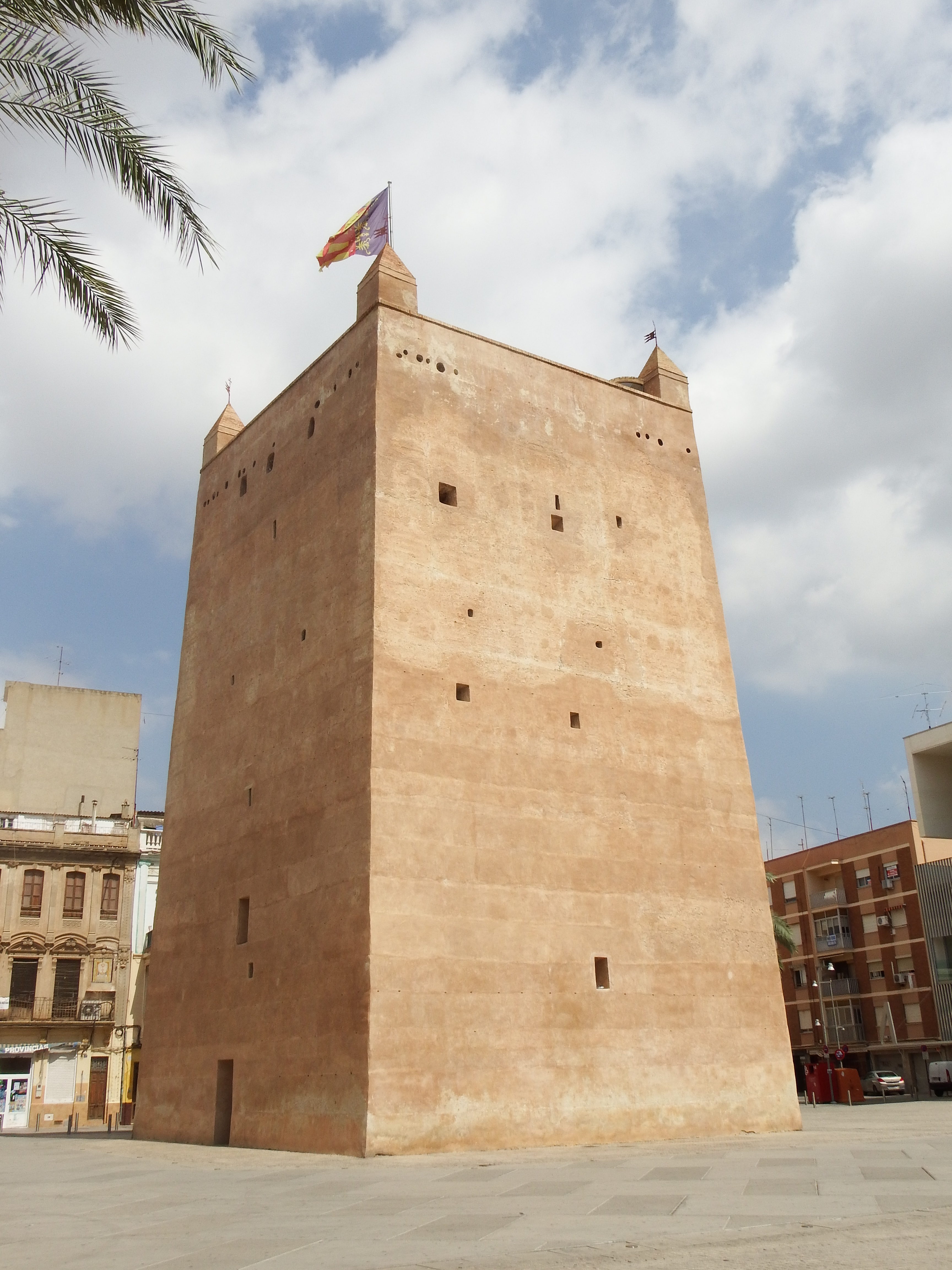
Vista de la Torre en la Plaza Colón de Torrente

La torre de Torrente es una construcción perteneciente al antiguo castillo que en la actualidad está situada en la Plaza Mayor del municipio valenciano de Torrente, España.

## Características
La Torre es una construcción de planta cuadrada (de 13,35 por 13,90 metros), su altura es de 22 metros y su forma es de pirámide truncada. Consta de cinco plantas, cada una con 3 salas paralelas, y una terraza y cada piso está cubierto por tres bóvedas de cañón.
Destacan algunas construcciones como el tragaluz y la aspillera del siglo XII o la capilla del siglo XIX usada por los presos para rezar
Las cuatro esquinas de la terraza superior están cubiertas cada una con unpináculo de forma piramidal donde aparece la cruz de la Orden Hospitalaria de ocho puntas en representación de las buenaventuranzas y el murciélago heráldico (en valenciano: lo rat penat).
La puerta principal es en realidad la que se encuentra al otro lado de la torre y que da directamente al primer piso y a ella se accedía a través de una escalera levadiza y se encontraba delimitada por piedras de gran tamaño. En la restauración de 1973 se añadió la que conocemos hoy en día.

## Historia
La torre de Torrente fue construida posiblemente en el siglo XII (época andalusí); su origen es musulmán, unas pruebas de Carbono-14 han indicado que la torre (el único elemento que se conserva) es de origen musulmán. Éste formaría parte del cinturón defensivo de la ciudad de Valencia junto con otras fortificaciones en Moncada, Bétera, Paterna, Chiva, Montroy, Benifairó, Espioca (pedanía de Picasent), Silla, Almusafes y en la Albufera. La población medieval se desarrolló en torno al castillo. Este tipo de fortificaciones servía como defensa o refugio para la amenaza cristiana que años más tarde reconquistaria la península. En esta época la torre disponía seguramente de un recinto contiguo o albacara, que aunque no se ha localizado debido seguramente a actos posteriores de otras épocas, cercaría la Torre por sus cuatro lados.
El castillo fue oficialmente cedido a la Orden de San Juan de Jerusalén, quienes regían Torrent, por parte de Jaime I de Aragón en 1238 en el contexto de la Reconquista del Reino de Valencia.Ya en el siglo XV, dicha orden mandó construir una muralla y un foso para la defensa de la población que en ese momento se encontraba en pleno auge. El foso servía sobre todo para defenderse de las minas y las máquinas de asalto.
La torre ha sido usada como cárcel y sirvió como refugio a los diputados de la Generalidad Valenciana en 1494 durante una epidemia de peste en la ciudad de Valencia. Algunos acontecimientos de la rebelión de las Germanías tuvieron como escenario el castillo de Torrent. En el siglo XVI se derribaron sus muros y la ciudad crece hacia el oeste.
Ya en el siglo XVII, el foso ya es un agujero abandonado y pierde su función principal, pasando a ser un vertedero, así que en 1613 se cede el espacio del foso al ayuntamiento y se construyen los porxis, usados para puestos de venta como carnicerías, pescaderas y también para reuniones vecinales.
La época contemporánea es una de grandes camios: se elimina el régimen feudal, el agua de riego es para la población, etc. 
En el XVIII, después de la autorización papal obtenida por Carlos IV para la venta de bienes de las órdenes militares, fue vendido por el rey a Manuel Sixto Espinosa, Consejero de Estado. En 1847 fue comprada por el ayuntamiento para volverla a utilizar como prisión y para establecer los juzgados del recién fundado partido judicial. En 1908 el "porxi" es sustituido por otro nuevo, albergando tanto los juzgados como los puestos.
Al finalizar la guerra civil española en 1939 es utilizada como cárcel por los nuevos gobernantes.
En 1973 se derriba los construido en 1908 para iniciar una polémica rehabilitación que destruyó los vestigios de otras épocas.
La última rehabilitación fue en 2009 y en ella se trabajó para dejar la Torre lo más parecido posible a su aspecto original.
Hoy en día, la Torre es usada como museo sobre su propia historia y sobre la ciudad de Torrent, pero antes a partir de 1980 también fue usada para diversos actos como exposiciones de arte, lecturas públicas o la entrega de premios "Carta de Poblament".
Alrededor de la torre, los viernes tiene lugar el mercadillo tradicional, que lleva celebrándose desde la Edad Media

## Museo de la Torre.
Ha sido declarada Bien de Interés Cultural del Patrimonio Histórico Español desde el 6 de junio de 2001 y es propiedad municipal desde 1847 que la utiliza para actividades culturales, como las dos salas de exposiciones que alberga.
En 2009 concluyeron las obras de restauración que le devolvieron a la torre su aspecto original tras la eliminación de la capa de enlucido que presentaban sus muros. En estos trabajos se pusieron al descubierto 25 vanos correspondientes a ventanas saeteras que habían sido tapiadas en los siglos anteriores. La realización de pruebas de Carbono-14 ha datado la fecha de la construcción del edificio en el año 1070, con un margen de error de 25 años. La consecuencia de esta restauración ha dejado al descubierto varios elementos defensivos, como matacanes y bóvedas originales, así como las ventanas saeteras.
La Torre, es sin duda, el edificio más emblemático de Torrente. Tiene la consideración de Bien de Interés Cultural, con la categoría de Monumento, y ha sido centro neurálgico en la vida de la población desde el mismo momento de su construcción. 
La Torre es una construcción de planta cuadrangular y perfil tronco piramidal, de 13.65 metros de lado por 22.50 de alto. Consta de cinco plantas y terraza, todas con la misma estructura, tres naves paralelas y abovedadas, comunicadas entre sí por una gran abertura en forma de arco de medio punto. Contaba con una entrada en altura, −muy característico de este tipo de fortificaciones−, que daba acceso directo a la primera planta  
A principios de los años 70 se derribó el porxi decimonónico y la propia torre fue objeto de una agresiva y poco afortunada restauración, que además de recubrirla de cemento eliminó todos los pavimentos y revestimientos de las paredes sin un estudio arqueológico previo. La Torre fue granero, bastión defensivo y cárcel, y todo ello debió dejar su impronta, tanto en suelo como en paredes. Al destruirse la mayoría de estos indicios, se perdió para siempre una magnífica oportunidad para conocer, cuál fue su aspecto original y como fue cambiando con el tiempo. 
En el año 2008 se llevó a cabo la restauración que le dio a la Torre su aspecto actual. Los trabajos fueron precedidos, ahora si, de un estudio arqueológico que intentó recuperar cualquier rastro del pasado que no se perdió con la restauración de los años70. El objetivo era conocer, cuándo y cómo fue construida, con qué recursos defensivos contaba, y finalmente determinar lo más exactamente posible, cual era su aspecto cuando se construyó. 
Las obras comenzaron eliminando la gruesa capa de cemento que cubría tanto las paredes exteriores como interiores y que además de adulterar su propia naturaleza de estructura construida de piedra, cal y arena, la estaba dañando estructuralmente. Con el picado de cada pared fueron apareciendo los tragaluces y las aspilleras andalusíes, las puertas, los retretes y la capilla de la cárcel, y así, poco a poco, se fue reconstruyendo la historia arquitectónica de la Torre. Las pruebas de Carbono 14 no dejaron duda alguna de que fue construida en el siglo XII, durante el periodo andalusí, y aunque en principio la intención fue que recuperara totalmente su aspecto original, se optó por mantener algunos recursos constructivos de periodos posteriores que permitirían explicar los diferentes usos que tuvo, como por ejemplo las puertas de la cárcel decimonónica.  
El proyecto museográfico ha querido mostrar lo más explícitamente posible como fue cambiando a lo largo de los siglos la Torre, su entorno más próximo, y por extensión, todo el término municipal. Para ello se ha recurrido a dibujos e ilustraciones que han intentado suplir un exceso de textos y paneles. La propia Torre es el museo, ella sola ha de mostrarse, y para ello se ha intentado que los soportes museográficos sean lo más sutiles posibles, de manera que no “invadan” la visión original de la Torre, tal y como se veía cuando se construyó.  
La planta baja contiene los paneles explicativos de cada uno de los periodos históricos que se han establecido para contar la historia de la Torre. La visita continua con un recorrido por cada una de las plantas, donde se han señalizado aquellos recursos constructivos, aspilleras, tragaluces, puertas y en definitiva, todos aquellos testigos que explican o son representativos de cada periodo histórico. 
La museización completa de la Torre se realizará en varias fases, lo que van a ver ahora solo corresponde a la primera. Se ha definido una imagen, un nombre y unos contenidos. El Museo de la Torre, ni es, ni pretende ser, un museo puramente arqueológico, ni de historia de la ciudad, aunque contiene restos arqueológicos y relata la historia de la Torre. El Museo de la Torre cuenta con toda la información relacionada con la fortificación y la evolución de su entorno con el transcurrir del tiempo. 
La visita comienza en la misma plaza Mayor. Unas placas de acero con el anagrama del museo marcan el recorrido de la muralla medieval que cercaba todo el centro histórico. Puede recorrerse y a continuación acceder al interior de la torre.